# 金塔諾馬爾

金塔諾馬爾（西班牙語：Quinta Normal），是智利的城鎮，位於該國中部聖地亞哥首都大區的聖地亞哥省，始建於1915年10月6日，面積13平方公里，2002年人口104,012人，人口密度每平方公里8,000人。
33°25′S 70°42′W / 33.417°S 70.700°W